# Смельцов, Сергей Анатольевич
Сергей Анатольевич Смельцов (род. 3 марта 1966, Череповец, Вологодская область) — советский и российский хоккеист, нападающий.

## Биография
Воспитанник череповецкого «Металлурга», за который играл в первой лиге в сезонах 1982/83 — 1983/84. Два следующих сезона провёл, проходя армейскую службу в ленинградском СКА и его фарм-клубе из первой лиги «Звезда» Оленегорск. Вернулся в «Металлург», где отыграл пять сезонов. Три сезона провёл в клубе «Заполярник» Норильск. В сезоне 1995/96 играл за «Нефтяник» Альметьевск, после чего завершил карьеру.